# 後藤昌直
後藤 昌直（ごとう まさなお、1857年（安政4年）3月6日（旧暦2月11日） - 1908年（明治41年）7月9日）は日本の医師。父の後藤昌文とともに明治時代にハンセン病治療分野において活躍した。名声は海外にも広まり、ハワイのダミアン神父らを治療したことでも知られた。

## 来歴・人物
1857年（安政4年）2月11日、美濃国北方（現在の岐阜県本巣郡北方町）で生まれる。父の後藤昌文は漢方医であり当時のハンセン病医療の第一人者であった。また祖父の後藤宗謙は大垣藩医の杉田玄白系蘭医学塾、江馬塾門人帳に名を連ねていた。後藤昌文の長男であることから「二代目後藤昌文」とも称される。父に師事しハンセン病患者の治療方法を研究した。
1875年（明治8年）1月16日、慶應義塾大学医学部の前身、慶應義塾医学所に入所、同年、父・昌文と共に東京市第四大区二小区神田猿楽町2丁目19番地にハンセン病専門の｢起廃病院｣を開院、当時は隔離政策が主であったハンセン病を後藤式療法により外来・通院治療で治癒に導いた。また京都府癩病院に招かれ、松原通大宮中道寺の癩病院でハンセン病患者の診療にあたった。後藤父子の治療は評判を得て、ハンセン病治療の権威となった。1881年（明治14年）3月には来日中のハワイ王カラカウアが起廃病院を訪問した。ハワイでは1840年（天保11年）頃からハンセン病が広まり、1866年（慶応元年）からモロカイ島カラウパパにおいて隔離収容していた。
1882年（明治15年）5月、「難病自療」を著作、この中で昌直はハンセン病の感染の可能性に言及し、発病には遺伝・自発・感染の三つの場合があり、潜伏期間が長いため感染であったとしても、それを特定することはできない。また遺伝の場合は少なく、発症には生活環境と個人の「性質」が影響するとし、一般的に「遺伝説」が広く普及していた時代に、昌直は「ハンセン病は感染症」と認識していた。
当時、ハンセン病は不治の病であったが、後藤式療法によって完治した患者もおり、後藤父子の名は全国に知れ渡り各地で公演を行った。講演では、わかりやすく患者向けに啓蒙活動を行い、治りえる病気であることを説いた。また全国の門下生に指導を行い、全国各地に治療院を開設し、貧しい患者には無料で治療を行った。
1883年（明治16年）、起廃病院を芝新堀町に移転した。また浅草旅籠町に後藤薬舗を開業し、製薬も行いハワイ他海外にも輸出した。同年、ハワイの富豪患者ギルバート・ウォーラー（Gilbert Waller）がモロカイ島への隔離を避けるため来日し起廃病院で治療を受け、1885年（明治18年）に快癒し帰国した。ウォーラーは「後藤医師の有する知識と経験は、千年に渡る日本・中国漢方医の研究結果であり、何百名もの患者が治癒に至った」("The knowledge and experience possessed by the Gotos, was the result of the study of Japanese and Chinise Physicians for over a thousand years")とハワイ衛生局に報告し、治療法を試すように強く勧めた。このため同年末、ハワイ王の招聘により昌直はハワイに渡航し、ハワイのハンセン病患者の治療にあたった。昌直はダミアン神父の治療も行い、彼のハンセン病は一時軽快した。ダミアン神父は昌直を深く信頼しており、「私は欧米の医師を全く信用していない。後藤医師に治療して貰いたいのだ」("I have not the slightest confidence in our American and European doctors to stay my leprosy, I wish to be treated by Dr. Masanao Goto.")との言葉を残している。ダミアン神父は世界のカトリック教会に後藤式療法を紹介し、英領モーリシャスなど日本国外でも後藤式療法が行われた。しかし、ハワイ衛生局との確執などから、ダミアン神父の治療は1887年（明治20年）9月に中断され、昌直はハワイを去り、スタンフォード大学医学部の前身「Cooper Medical College」に留学し「Leprosy」という卒業論文(graduation thesis)を提出し帰国した。
1893年（明治26年）、北里柴三郎とハンセン病の共同研究を開始した。また同年、ハワイのハンセン病患者の70%を超える嘆願書が提出され、昌直はハワイ王国政府の招聘に応じて同年2月14日に横浜より三池丸に乗船し再度ハワイに渡航、3月に到着し後藤式療法による治療を行った。年俸3600ドルであった。この功績によりハワイ王より叙勲を受けた。しかし1895年（明治28年）に治療は再度中止となった。その原因はハワイ衛生局との確執、後藤療法に必要な漢方薬が高額であったことなどとされている。また父・昌文の病状悪化もあって同年4月30日にハワイを出航し帰国した。
帰国後も日本のハンセン病患者の治療に尽力し、1901年（明治34年）には東京市会議員総選挙麻布区選挙に立候補するも落選した。1908年（明治41年）7月9日、東京で死去した。

## 略歴
- 1857年（安政4年）3月6日 誕生
- 1875年（明治8年）1月16日 慶應義塾大学医学部の前身、慶應義塾医学校に入校[7]
- 1875年（明治8年）4月 父・昌文が起廃病院を開院
- 1877年（明治10年）6月 父・昌文と共に「起廃病院医事雑誌」を発刊、漢訳も行われた
- 1881年（明治14年）3月 来日中のハワイ王カラカウアが起廃病院を訪問
- 1882年（明治15年）5月「難病自療」を著作[8]
- 1883年（明治16年）起廃病院を移転、後藤薬舗開業
- 1883年（明治16年）ハワイの富豪患者ギルバート・ウォーラー来日、起廃病院で治療を受ける
- 1885年（明治18年）ギルバート・ウォーラー、快癒しハワイへ帰国
- 1885年（明治18年）ハワイに渡航、ハワイの患者に治療を行う
- 1885年（明治18年）スケートリンクで上腕骨を骨折[9]
- 1886年（明治19年）7月 ダミアン神父の治療開始
- 1887年（明治20年）9月 ダミアン神父の治療中断
- 1887年（明治20年）米国へ渡航、Cooper Medical Collegeに留学
- 1887年（明治20年）日本へ帰国
- 1893年（明治26年）北里柴三郎とハンセン病の共同研究を開始
- 1893年（明治26年）2月 ハワイ王国政府の招聘に応じ再度ハワイに渡航
- 1893年（明治26年）3月 ハワイに到着、後藤式療法による治療を行う
- 1895年（明治28年）4月30日 ハワイを出航、日本へ帰国
- 1901年（明治34年）東京市会議員総選挙麻布区選挙に立候補、落選
- 1908年（明治41年）7月9日 死去

## 後藤親子の功績
- ハンセン病の伝染力は弱く、治療で治ることを広報・啓蒙した。
- 治療薬を考案し、輸出も行なった。
- 海外からも招聘されて治療に当たり、高い評価を得た。
- 門人を育て、弟子らが各地で開いた病院を巡回して指導に当たった。
- 貧しい患者は無料、養育院などからの患者も診療した。